# László Nagy (handbollsspelare)

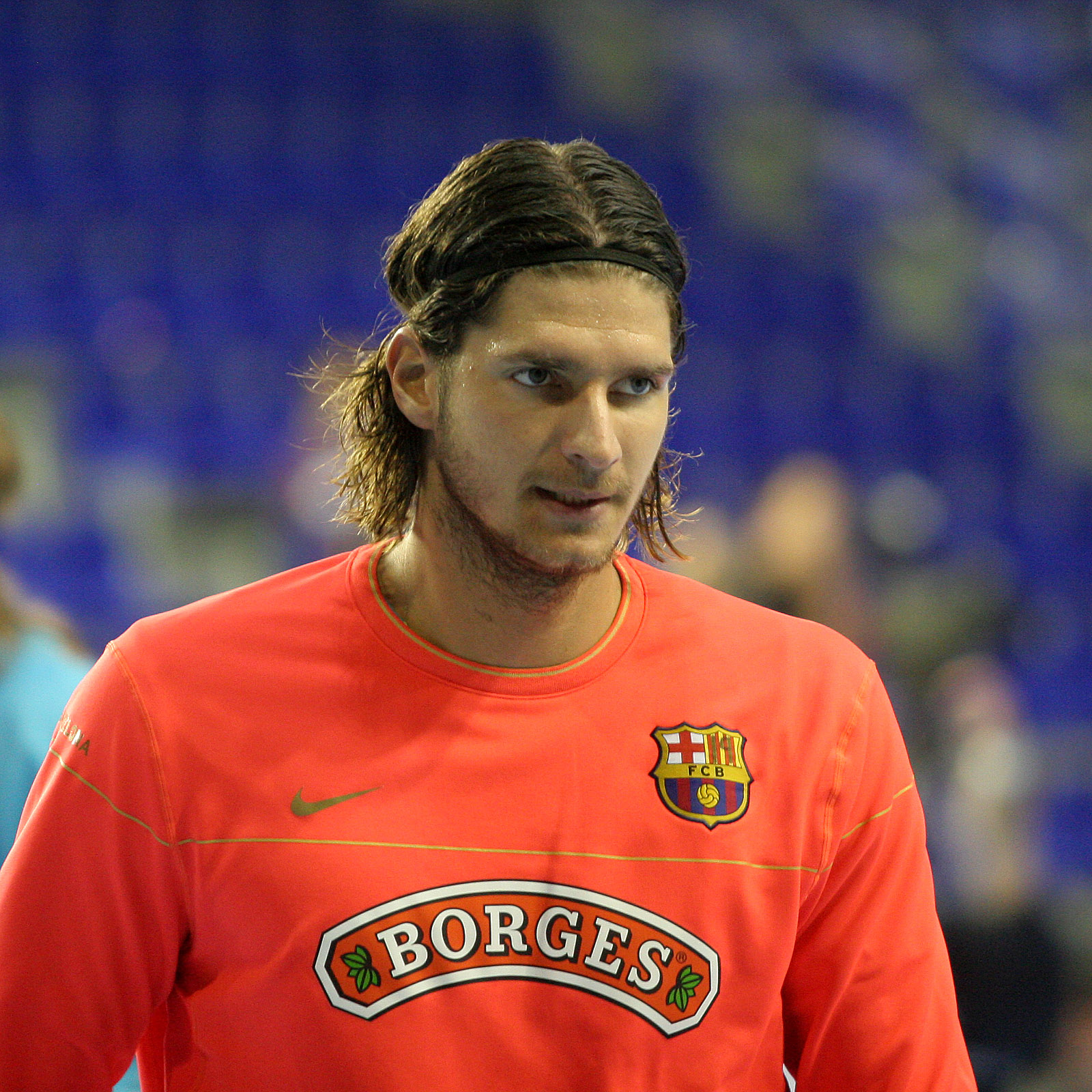
László Nagy med FC Barcelona, 2008.

László Zoltán Nagy, född 3 mars 1981 i Székesfehérvár, är en ungersk tidigare handbollsspelare (högernia). Han är 2,09 meter lång.

## Meriter i urval
- Champions League-mästare två gånger (2005 och 2011) med FC Barcelona
- EHF-cupmästare 2003 med FC Barcelona
- Spansk mästare fyra gånger (2003, 2006, 2011 och 2012) med FC Barcelona
- Ungersk mästare sex gånger (2013, 2014, 2015, 2016, 2017 och 2019) med Veszprém KC
- Årets handbollsspelare i Ungern: 2009, 2013, 2015 och 2016
- Guld vid U18-EM 1999